# واين جريتزكي
واين دوغلاس جريتزكي، وسام كندا (CC) (/ˈɡrɛtski/المولود في 26 من يناير 1961م) لاعب هوكي الجليد المحترف والمدرب الكندي السابق. لعب عشرين موسمًا في دوري الهوكي الوطني (NHL) في أربعة فرق بدءًا من عام 1979م إلى 1999م. وقد لُقب بلقب «الأعظم» كما وصفه العديد من محرري المجلات الرياضية واللاعبون واتحاد الهوكي الوطني نفسه كـ«أعظم لاعب هوكى». ويعتبر أعظم مسجلي النقاط في تاريخ دوري الهوكي الوطني (NHL)، بالإضافة إلي تقديمه المساندات للاعب المحرز للنقاط، كما يعتبر اللاعب الوحيد في دوري الهوكي الوطني الذي أحرز ما يزيد عن 200 نقطة في الموسم- ولقد حقق هذا الإنجاز أربع مرات. بالإضافة إلى ذلك، حصل على ما يزيد عن 100 نقطة في 16 موسم احترافي، منهم 14 على التوالي. وفي وقت تقاعده في عام 1999م، كان قد أتم 40 موسمًا متتاليًا بجانب اشتراكه في 15 مباراة ختامية وستة مباريات كل النجوم. بالإضافة إلى كون جريتزكي أعظم هداف إلا أنه النجم الأكثر احترامًا في التاريخ الحديث في دوري الهوكي الوطني (NHL). لقد فاز ببطولة كأس بطولة ليدي بينج (Lady Byng Trophy) في الروح الرياضية والأداء خمس مرات، وقد تحدث كثيرًا عن مناهضته للعراك في لعبة هوكي.
وُلد جريتزكي وتربى في برانتفورد، أونتاريو، وتدرب واكتسب مهاراته في حلبة فناء خلفي، ولعب بانتظام في هوكي الأشبال وكان مستواه أعلى بكثير مقارنة بأقرانه. وعلى الرغم من قوام وقوة وسرعة جريتزكي المثيرة، إلا أن ذكاءه وقرأته للعب كان لا مثيل له. وكان بارعًا في التهرب من مراقبة لاعبي الفرق المنافسة، كما كان يتوقع باستمرار مكان ذهاب قرص الهوكي وأدائه للحركة الصحيحة كان في الوقت المناسب. واشتُهر جريتزكي بتسجيله الأهداف في شباك المنافسين ولقد سميت منطقة «مركز جريتزكي» باسمه نتيجة لمهارته الفائقة في هذه المنطقة.
وقع في عام 1978م لفريق سباقات انديانابوليس (Indianapolis Racers) المنضم لرابطة الهوكي العالمية (WHA)، حيث لعب لفترة وجيزة قبل أن يُباع لفريق أويلرز إدمونتون (Edmonton Oilers). عند توقفت رابطة الهوكي العالمية عن اللعب، انضم أويلرز إلى دوري الهوكي الوطني حيث حقق العديد من الأرقام القياسية وقاد فريقه للفوز أربعة مرات ببطولات كأس ستانلي (Stanley Cup). وكان لانتقال جريتزكي إلي لوس انجليس كينجس (Los Angeles Kings) في 9 من أغسطس 1988م أثر مباشر في النهوض بأداء الفريق؛ مما أدي إلى وصوله في نهاية المطاف لنهائيات كأس ستانلي في عام 1993م، ويعود الفضل إليه في زيادة شعبية لعبة الهوكي في ولاية كاليفورنيا. كما لعب جريتزكي لفترة وجيزة في فريق سانت لويس بلوز (St. Louis Blues) قبل أن يُنهي مسيرته مع فريق نيويورك رينجرز (New York Rangers). وحصد جريتزكي تسع جوائز هارت (Hart Trophy) كأحسن لاعب، وعشرة جوائز روس للفنون (Art Ross Trophy) نظرًا لتسجيله أكبر عدد من النقاط خلال الموسم الواحد، وخمس كؤوس ليدي بينج (Lady Byng Trophies)، وخمسة جوائز ليستر ب. بيرسون (Lester B. Pearson Award) وجائزتين كون سميث (Conn Smythe Trophy) كأفضل لاعب في المباراة النهائية.
بعد تقاعده في عام 1999م؛ اندرج علي الفور اسمه في لوحة مشاهير لعبة الهوكي، مما جعله أكثر لاعب معاصر يتخطى فترة الانتظار وينضم للوحة المشاهير. وقد عزل اتحاد الهوكي الوطني رقم قميصه الجرسي 99 علي نطاق الدوري، مما جعله اللاعب الوحيد الذي حظي بهذا الشرف. كان جريتزكي واحدًا من ضمن الستة لاعبين الذين صوتوا لفريق كل النجوم المئوي التابع للاتحاد الدولي للعبة هوكي الجليد (IIHF). وتولى جريتزكي منصب المدير التنفيذي لفريق الهوكي الوطني الكندي للرجال خلال دورة الألعاب الأولمبية الشتوية عام 2002م، والذي فاز فيها الفريق بالميدالية الذهبية. ثم أصبح في عام 2000م من ضمن مالكي فريق فينيكس كويوتس (Phoenix Coyotes)، ومن ثم أصبح بعد توقف دوري الهوكي الوطني في عام 2004-2005 مدرب الفريق. في سبتمبر 2009م، استقال جريتزكي بعد إعلان إفلاس وتنازل عن حصته في الملكية.

## كتابات أخرى
- Brunt، Stephen (2010). Gretzky's Tears: Hockey, Canada, and the Day Everything Changed. Vintage Canada. ISBN:978-0-307-39730-0. مؤرشف من الأصل في 2020-03-25.
- Doeden، Matt (2008). Wayne Gretzky. Twenty-First Century Books. ISBN:978-0-8225-7165-0. مؤرشف من الأصل في 2020-03-25.

## وصلات خارجية
- واين جريتزكي على موقع دوري الهوكي الوطني (الإنجليزية)
- واين جريتزكي على موقع EliteProspects.com (الإنجليزية)
- واين جريتزكي على موقع Eurohockey.com (الإنجليزية)
- واين جريتزكي على موقع HockeyDB.com (الإنجليزية)
- واين جريتزكي على موقع Hockey-Reference.com (الإنجليزية)
- واين جريتزكي على موقع اللجنة الأولمبية الدولية (الإنجليزية)
- واين جريتزكي على موقع أوليمبيديا (الإنجليزية)
- واين جريتزكي على موقع اللجنة الأولمبية الكندية (الإنجليزية)
- واين جريتزكي على موقع قاعة كندا للمشاهير الرياضية (الإنجليزية)
- واين جريتزكي على موقع قاعة أونتاريو للمشاهير الرياضية (مؤرشف) (الإنجليزية)
- واين جريتزكي على موقع IMDb (الإنجليزية)
- واين جريتزكي على موقع الموسوعة البريطانية (الإنجليزية)
- واين جريتزكي على موقع إن إن دي بي (الإنجليزية)
- واين جريتزكي على موقع ديسكوغز (الإنجليزية)
- واين جريتزكي على موقع قاعدة بيانات الفيلم (الإنجليزية)
- الموقع الرسمي
- NHL.com Wayne Gretzky section

Wayne Gretzky في قاعدة بيانات الأفلام على الإنترنت